# Prosopocera leucomarmorata
Prosopocera leucomarmorata är en skalbaggsart som beskrevs av Stefan von Breuning 1966. Prosopocera leucomarmorata ingår i släktet Prosopocera och familjen långhorningar.
Artens utbredningsområde är Zimbabwe. Inga underarter finns listade i Catalogue of Life.